# Ocytettix latihumerus
Ocytettix latihumerus är en insektsart som beskrevs av Hancock, J.L. 1907. Ocytettix latihumerus ingår i släktet Ocytettix och familjen torngräshoppor. Inga underarter finns listade i Catalogue of Life.